# Jan Grabkowski
Jan Grabkowski (ur. 12 września 1954 w Krakowie) – polski samorządowiec i inżynier, od 2002 starosta poznański.

## Życiorys
Absolwent Technikum Energetycznego w Poznaniu. W 1985 ukończył studia na Wydziale Elektrycznym Politechniki Poznańskiej. Przez kilkanaście lat pracował w Zespole Elektrociepłowni Poznańskich. W 1990 współtworzył lokalny Komitet Obywatelski w gminie Czerwonak. W latach 90. był radnym i zastępcą wójta gminy Czerwonak.
W 1998 po raz pierwszy został wybrany na radnego powiatu poznańskiego. W 2002, 2006, 2010, 2014, 2018 i 2024 z powodzeniem ubiegał się o reelekcję z ramienia Platformy Obywatelskiej. Po pierwszych wyborach objął stanowisko wicestarosty, w 2002, 2006, 2010, 2014 i 2018 powoływany przez radnych na urząd starosty poznańskiego II, III, IV, V, VI i VII kadencji.

## Odznaczenia i wyróżnienia
Ordery i odznaczenia
- Krzyż Kawalerski Orderu Odrodzenia Polski (2012)[10]
- Złoty Krzyż Zasługi (2005)[11]
- Odznaka Honorowa za Zasługi dla Samorządu Terytorialnego (2015)[12]

Nagrody i wyróżnienia
W plebiscycie „Głosu Wielkopolskiego” został uznany „Wielkopolską Osobowością Roku 2017”. W 2018 został wyróżniony tytułem „Samorządowca 20-lecia”. Otrzymał też honorową statuetkę Związku Powiatów Polskich, przyznawaną za wkład w rozwój lokalny i działalność na płaszczyźnie ogólnopolskiej, jak również nagrodę Filar Samorządu Terytorialnego od Wielkopolskiego Ośrodka Kształcenia Studiów Samorządowych.